# Хркање
Хркање је специфична звучна манифестација, у току спавања, која се јавља при кретању ваздуха у току дисања које покреће и доводи до вибрације меког непца и осталих ткива у устима, носу и грлу (горњим дисајним путевима). Изазивано је турбуленцијом унутар дисајних путева током удаха (инспирације). Турбуленцију изазива делимична блокада која може бити лоцирана било где од врха носа до гласница. Хркање се може јавити само током спавања, зато што у тој фази долази до снижавања тонуса мишића дисајних путева. Након буђења поново се успоставља тонус мишића дисајних путева и зато се хркање не јавља када смо будни.
Хркање може да потиче из носа, уснождрелног простора (орофарингса)  или базе језика. У последњих неколико година установљено је да језик игра далеко важнију улогу у инциденци хркања него што се некада мислило. Хркање се обично јавља код особа „склоних хркању“, најчешће због промене у положају или због задебљања језика, што додатно смањује простор за проток ваздуха. Што је отвор за дисање мањи, особа јаче удише ваздух, па је већи притисак на непце и ресици која вибрира и ствара већу буку.
Хркање прати недовољна снабдевеност мозга кисеоником, што смањује квалитет сна и изазива умор, а срце је код хркања изложено хипоксији и мора да се избори са смањеним дотоком свежег ваздуха. Али хркање је и озбиљан социолошки проблем за брак и породицу.

## Узроци хркања
Физичка опструкција протоку ваздуха кроз уста и нос је узрок хркања. Зидови грла вибрирају током дисања, што изазива карактеристичне звуке хркања. 
Проток ваздуха може бити ометан једним, али најчешће настаје као последица утицаја више фактора:
- Опструкција носне дупље или отечена носна слузница: код алергија, упала горњих респираторних путева или девијације (криве носне преграде) у носу.
- Лош тонуса мишића у грлу и језику: мишићи грла и језика могу бити превише опуштени, што омогућава језику да запада назад у дисајне путеве. Ово може настати код дубоког сна, алкохолисаности и након употребе неких врста таблета за спавање. Са годинама као последица старења долази до опуштање мишића грла и језика и повећане склоности за хркање.
- Задебљања и вегетације ткива грла: вишак ткива грла или његова задебљања изазивају поремећај у протоку ваздуха. Код деце са великим крајницима и аденоидним вегетацијама хркање је честа појава.
- Увећано меко непца и/или ресица: висе у задњем делу уста и сужавају отвор између носа и грла. Када ове структуре вибрирају оне се међусобно додирују и изазивају опструкцију дисајних путева која постаје узрок хркање.

## Учесталост
Хркање је честа појава и око 25% људске популације пати од овог поремећаја свакодневно, док преко 30-40% одраслих особа хрче повремено (бар једном недељно). Међу гојазним особама хркање је далеко учесталије.
Статистике о хркању често су противуречне и крећу се око 30% код одраслих људи, а у неким земљама и до 50%. Једно истраживање у Италији спроведено код 5713 становника утврдило је уобичајено хркање код 24% мушкараца и 13,8% жена, које расте до 60% код мушкараца и 40% код жена старости од 60 до 65 година, што указује на повећану осетљивост на хркање са старењем.

## Последице
Хркање може бити озбиљан ризик за настанак здравствених проблема у које спадају: 
Опструктивна апнеја
Опструктивна апнеја, као најчешћа последица хркања, је болест која је најчешће повезана са хроничним хркањем . Њу изазива више проблема, наведених у доњој табели:
| Дуги прекиди дисања              | Више од 10 секунди, током спавања услед делимичне или потпуне опструкције или блокаде дисајних путева. У тежим случајевима прекиди дисања могу бити регистровани и више од стотине пута у току ноћи. |
| Честа буђења из сна              | Особе са овим поремећајем не могу да схвате шта им ремети нормалан процес сна. |
| Поремећај спавања                | Праћен је честим прекидима спавања што ремети његов ритам и ствара умор код такве особе због лоше преспаване ноћи.                                                                                   |
| Поремећај нивоа кисеоника у крви | Због поремећаја протока ваздуха, количина кисеоника у крви је често смањена, што узрокује убрзан рад срца и пораст крвног притиска.                                                                  |

Нарушен квалитет живота
Као крајњи учинак хркања јавља се лош ноћни одмор, што изазива поспаност током дана и може да омета квалитет живота тих особа. Продужено дејство опструктивне апнеје за време спавања, током година ће резултовати вишим крвним притиском који може довести до проширења срца, и већег ризик од инфаркта и можданог удара.
Утицај на појаву атеросклерозе
Нове студије откривају да гласно хркање може бити повезано са појавом атеросклерозе каротидних артерија и ризиком можданог удара. Истраживачи претпостављају да гласно хркање ствара турбуленцију у крви при њеном кретању кроз каротидне артерије, најближе дисајним путевима. Веће турбуленција крви иритира крвна зрнаца која учествују у формирању артериосклерозе.

Норвешки професор др Магне Твинереим (dr Magne Tvinnereim) у својим истраживањима наводи да су код хроничних „хркача“ присутни бројни поремећаји; стални осећај преморености, лоша концентрација, нервоза, главобоља, успореност, депресија, сексуалне тешкоће, склоност ка гојењу и многе друге.... Све су то разлози због чега се у свету хркању поклања велика пажња и стално се траже нове методе за трајно и неповратно уклањање ове, за организам, веома штетне појаве...

## Превенција и лечење
Хркање је нешто што не може бити заустављено по вољи, нити је то нешто што може бити „излечено“. Међутим, може бити успешно контролисано. Хркање изазивају физичке абнормалности које треба да буду идентификоване пре него што се донесе одлука о начину њихове контроле. Проналажење узрока хркања је кључ за проналажење решења. У већини случајева хркање може бити под контролом применом неке од следећих метода;

### Хигијенско дијететски режим
Хигијенско дијететски режим има за циљ:
- регулисање телесне тежине,
- спавање на боку,
- смањење или потпуна обустава употребе алкохола и седатива
- избегавање тешке хране или „грицкалица“ најмање четири сата пре одласка на спавање,
- успостављање редовног ритма спавања,(на пример, одлазак на спавање у исто време сваке ноћи).

### Употреба зубних и носних уређаја
Зубни апарати  се постављају на доњу вилицу и имају улогу да коригују положај доње вилице и језика чиме се регулише струјање ваздуха у усној дупљи и спречава хркање. Они су обично направљени од полимера и слични су штитницима уста и зуба које користе неки спортисти (нпр. боксери...). Ови апарати су ефикасни у смањењу хркање и апнеју за време спавања у случајевима благе до умерене апнеје.

### Лечење зачепљења или опструкције носа
Лечење зачепљења или опструкције носа спроводи се код инфекције и алергијских промена у носу применом ових лекова:
- вазоконстриктора,
- антибиотика,
- антихистаминика...

### Хируршко лечење
Увулопалатофарингопластика
Увулопалатофарингопластика је једна од метода хируршког лечење којом се реконструише млохавост ткива у грлу и непцу. Овом методом се врши проширење дисајних путева, уклањањем дела ткива у задњем делу грла, укључујући ресицу и ждрело. Међутим, код ове операције постоји ризик од нежељених споредних ефеката. Најопаснији ризик је ожиљак који настаје после операције и који може да изазове сужење дисајних путева више него што су била уска пре операције, (смањењем ваздушног простор у ждрелу). Ожиљак је индивидуална карактеристика, тако да је тешко за хирурга да предвиди која је особа склона ожиљку. Ова метода је обично предвиђена за људе који имају умерене или тешке опструктивне апнеје за време спавања.
Ласерска увулопалатопластика
Ласерска увулопалатопластика (енгл. -Laser-assisted uvula palatoplasty (LAUP)): је поступак за отклања опструкција дисајних путева. Овај третман се обавља под локалном анестезијом у лекарској ординацији и намењен је за особе са благом опструктивном апнејом за време спавања.
Радио-фреквенцијска аблација (сомнопластика)
Сомнопластика је минимално инвазивна процедура која користи енергију радио-фреквентних таласа за смање претераног увећања ткива непца, ресице, језик и других ткива. Радио-фреквенцијска аблација користи низак ниво радио-фреквентне енергије која узрокује кретање молекуларних честица унутар ћелија ткива изазивајући њихову вибрацију, која доводи до трења између честица и ослобађање топлоте. Ова топлота је релативно ниска (од 77 °C - 85 °C), у поређењу са неким другим топлотним изворима који се користе као стандардне процедуре за лечење апнеје, као што су ласери или електрокаутери који знатно више нагоревају ткива. Процедура траје мање од једног часа, обично се изводи у амбулантним условима, и најчешће захтева неколико третмана. Радио-фреквенцијска аблација се често ефикасан у смањивању тежине хркања, али понекад не елиминише хркање у потпуности. Овај третман се може користити и за ублажавање носних опструкција.
Корекција језичних и подјезичних мишића
Корекција језичних и подјезичних мишића (енгл. Genioglossus and hyoid advancement)  је хируршка метода која има за циљ да онемогући западање језика према грлу, његовим повлачењем према напред.
Корекција носне преграде (септопласика)
Септопластика је хируршка метода којом се врши корекција носне преграде која код хркања има за циљ смањење отпора протоку ваздуха кроз нос.
Операција крајника
Вађење крајника и аденоидних вегетација ако су ове структуре толико увећане да сужавају дисајне путеве, што је нарочито присутно код поједине деце.  у циљу спречавања хркања.

### Примена позитивног притиска
Примена позитивног притиска која се остварује преко специјалних уређај'(у облику маске за лице која је цревом повезана са пумпом), има за циљ да одржава стални притисак ваздуха у дисајним путевима у току спавања и тиме омогући нормално дисање.